# 洛平县 (西魏)
洛平县，中国古县名。
西魏时置，治所在今湖北省随州市东北，属上明郡。隋朝开皇十八年（598年），改名上明县。 